# فرودگاه بین‌المللی فورت لادردیل–هالیوود
فرودگاه بین‌المللی فورت لادردیل–هالیوود (به انگلیسی: Fort Lauderdale – Hollywood International Airport) یک فرودگاه همگانی مسافربری (ACI) با کد یاتا FLL است که یک باند فرود آسفالت دارد و طول باند آن ۲۷۴۳ متر است. این فرودگاه در کشور ایالات متحده آمریکا قرار دارد و در ارتفاع ۳ متری از سطح دریا واقع شده‌است.

## شرکت‌های هواپیمایی و مقصدهای پروازی

### مسافری
| شرکت‌های هواپیمایی                          | مقصدهای پروازی |
| ------------------------------------------ | --- |
| ایر کانادا                                 | فصلی: هلفکس استانفیلد، مک‌دونالد-کارتیر اتاوا |
| ایر کانادا روژ                             | مونترآل-پییر الیوت ترودو، پیرسون تورنتو |
| Air Transat                                | مونترآل-پییر الیوت ترودو، پیرسون تورنتو فصلی: ژان لوساژ شهر کبک، هلفکس استانفیلد |
| آلاسکا ایرلاینز                            | سیاتل-تاکوما |
| الیجنت ایر                                 | لی والی، منطقه‌ای اشویل، میدامریکا سنت لوئیس، ریکن‌بیکر، منطقه‌ای کانکرد، سینسیناتی/کنتاکی شمالی، گرنویل-اسپارتانبورگ، ایندیاناپلیس، مک‌گی تایسن، بلوگرس، لوئیویل، ممفیس، ژنرال میچل (آغاز از ۱۷ نوامبر ۲۰۱۷), نورفک (آغاز از ۱۷ نوامبر ۲۰۱۷), پلتسبورگ، گریتر راچستر، سیراکیوز هنکاک فصلی: کلیولند هاپکینز، جرالد فورد, سن آنتونیو |
| امریکن ایرلاینز                            | شارلوت داگلاس، اوهر شیکاگو، دالاس-فورت ورث، فیلادلفیا، توسن لوورتور، ملی رونالد ریگان واشینگتن |
| امریکن ایگل                                | فیلادلفیا چارتر: ماریانا گراجا لس |
| اویانکا                                    | ال دورادو |
| آزول برزیلین ایرلاینز                      | ول د کائس (آغاز از December 2017), ویراکوپوس-کامپیناس |
| Bahamasair                                 | گرند باهاما، لیندن پیندلینگ |
| بریتیش ایرویز                              | گاتویک |
| کاریبین ایرلاینز                           | نورمن مانلی، سنگستر، پیارکو |
| کوپا ایرلاینز                              | توکومن |
| دلتا ایرلاینز                              | هارتسفیلد-جکسون آتلانتا، سینسیناتی/کنتاکی شمالی، متروپولیتن شهرستان وین دیترویت، مینیاپولیس−سنت پل، جان اف کندی، لاگواردیا، سالت‌لیک‌سیتی (برقراری مجدد از ۱۶ نوامبر ۲۰۱۷) فصلی: لوگان، سیاتل-تاکوما |
| دلتا کانکشن                                | لاگواردیا، رالی-دورهام Seasonal: سینسیناتی/کنتاکی شمالی |
| هواپیمایی امارات                           | دوبی |
| فرانتیر ایرلاینز                           | سینسیناتی/کنتاکی شمالی (پایان در ۳ اکتبر ۲۰۱۷), ترنتون-مرسر (پایان در ۴ اکتبر ۲۰۱۷) |
| جت‌بلو                                      | آلبانی، کویین بیاتریکس، آستین، رافائل هرناندز، ثرگود مارشال بالتیمور واشینگتن، گرانتلی ادمز، ال دورادو، لوگان، بوفالو نیاگارا، ایگناسیو اگرامنته، کانکون، کینتانا رو، رافائل ناندز، چارلستون، اوهر شیکاگو، کلیولند هاپکینز، متروپولیتن شهرستان وین دیترویت، بردلی، خوزه مارتی، فرنک پئیز، جکسنویل، نورمن مانلی، مک‌کاران، خورخه چاوز، لانگ بیچ، لس‌آنجلس، خوزه ماریا کوردوا، مکزیکو سیتی، سنگستر، نشویل، لیندن پیندلینگ، لوئیز آرمسترانگ نیو اورلنان، جان اف کندی، لاگواردیا، لیبرتی نیوآرک، استیوارت، فیلادلفیا، پیتسبورگ، توسن لوورتور، پیارکو، تی. اف. گرین، پراویدنشیالز، پونتا کانا، نیو کیتو، رالی-دورهام، ریچموند، سالت‌لیک‌سیتی (آغاز از ۱۶ نوامبر ۲۰۱۷)، سن دیه‌گو، سانفرانسیسکو، خوآن سانتاماریا، لوئیز مونز مارین، آبل سانتاماریا، لا امریکاس، ملی رونالد ریگان واشینگتن، شهرستان وستچستر، محلی ورسستر فصلی: سیراکیوز هنکاک                                                   |
| نروجین ایر شاتل                            | فصلی: پوانت آ پیتر، مارتینیک امه سزر (آغاز از ۳۰ اکتبر ۲۰۱۷) |
| نروجین ایر شاتل اجرا توسط نروجین لانگ هاول | بارسلونا-ال پرات (آغاز از ۲۲ اوت ۲۰۱۷)، کپنهاگ، گاتویک، گاردرموئن اسلو، شارل دوگل پاریس، استکهلم-آرلاندا |
| سیلور ایرویز                               | گرند باهاما، کی وست، مارش هاربر، نورث الوثرا، اورلاندو، سوت بیمینی، محلی تالاهاسی، تمپا، ترژر کی فصلی: اکسوما، گورنرس هاربر |
| SkyBahamas Airlines                        | گرند باهاما، مارش هاربر، نیو بایت، سوت بیمینی |
| ساوت‌وست ایرلاینز                           | آلبانی، کویین بیاتریکس (آغاز از ۸ مارس ۲۰۱۸), هارتسفیلد-جکسون آتلانتا، آستین، ثرگود مارشال بالتیمور واشینگتن، فیلیپس اس. دبلیو. گلدسان، بوفالو نیاگارا، کانکون، کینتانا رو, میدوی شیکاگو، پورت کلمبوس، دالاس لاو، دنور، اوون رابرتس، بردلی، خوزه مارتی، ویلیام پی. هابی، ایندیاناپلیس، کانزاس‌سیتی، مک‌کاران، لانگ آیلند مک‌آرتور، ژنرال میچل، سنگستر, نشویل، لیندن پیندلینگ، لیبرتی نیوآرک، لوئیز آرمسترانگ نیو اورلنان، اورلاندو، فیلادلفیا، فینکس اسکای هاربر، پیتسبورگ، تی. اف. گرین، پراویدنشیالز (آغاز از ۵ نوامبر ۲۰۱۷)، پونتا کانا (آغاز از ۱۱ نوامبر ۲۰۱۷), رالی-دورهام، خوآن سانتاماریا (آغاز از ۱۱ نوامبر ۲۰۱۷), لوئیز مونز مارین، آبل سانتاماریا (پایان در ۴ سپتامبر ۲۰۱۷), لامبرت-ست لوی، تمپا، خوآن گئوآلبرتو گومس (پایان در ۴ سپتامبر ۲۰۱۷), دالس واشینگتن، ملی رونالد ریگان واشینگتن فصلی: منطقه‌ای منچستر-بستون، مینیاپولیس−سنت پل، لاگواردیا (آغاز از ۱۳ ژانویه ۲۰۱۸) |
| Spirit Airlines                            | رافائل هرناندز، اکران، ال ادن، کویین بیاتریکس، هارتسفیلد-جکسون آتلانتا، اتلنتیک سیتی، ثرگود مارشال بالتیمور واشینگتن، ال دورادو، لوگان، کانکون، کینتانا رو، رافائل ناندز، اوهر شیکاگو، کلیولند هاپکینز، دالاس-فورت ورث، دنور، متروپولیتن شهرستان وین دیترویت، لا آررا، بردلی، جرج بوش، نورمن مانلی، مک‌کاران، منطقه‌ای آرنولد پالمر، خورخه چاوز، لس‌آنجلس، اوگوستو سزار ساندینو، خوزه ماریا کوردوا، سنگستر، میرتل بیچ، لیبرتی نیوآرک، لوئیز آرمسترانگ نیو اورلنان، لاگواردیا، نیاگارا فالز، اورلاندو، توکومن، فیلادلفیا، پیتسبورگ، پلتسبورگ، توسن لوورتور، پونتا کانا، پرینسس جولیانا، سیرل گری کینگ، خوآن سانتاماریا، لوئیز مونز مارین، رامون ویلدا مورالس، السالوادور، سیباو، لا امریکاس، تمپا فصلی: مینیاپولیس−سنت پل |
| Sun Country Airlines                       | چارتر: گلف پورت-بیلوکسی، مک‌کاران، مینیاپولیس−سنت پل |
| سان‌وینگ ایرلاینز                           | پیرسون تورنتو فصلی: مونترآل-پییر الیوت ترودو، مک‌دونالد-کارتیر اتاوا، ژان لوساژ شهر کبک |
| TAME                                       | خوزه خواکین د اولمدو |
| Tropic Ocean Airways                       | گرند باهاما، گریت هاربر کی، مارش هاربر، ترژر کی، آلبرت وهیتد |
| یونایتد ایرلاینز                           | اوهر شیکاگو، دنور، جرج بوش، لیبرتی نیوآرک، سانفرانسیسکو، دالس واشینگتن فصلی: کلیولند هاپکینز |
| ویرجین آمریکا                              | لس‌آنجلس، سانفرانسیسکو فصلی: جان اف کندی |
| وست جت                                     | مونترآل-پییر الیوت ترودو، پیرسون تورنتو فصلی: کالگری |

### باری
| شرکت‌های هواپیمایی                      | مقصدهای پروازی |
| -------------------------------------- | --- |
| فدکس اکسپرس                            | هارتسفیلد-جکسون آتلانتا، دالاس-فورت ورث، فوت ورث الاینس، ایندیاناپلیس، جکسنویل، لوبوک پرستون اسمیت، ممفیس، نشویل، لیبرتی نیوآرک، لوئیز آرمسترانگ نیو اورلنان، اورلاندو، تمپا |
| فدکس اکسپرس اجرا توسط مانتین ایر کارگو | کی وست، ماراتون فلوریدا کیز |
| IBC Airways                            | هوگو چاوز، ماریانا گراجا لس، میامی، لیندن پیندلینگ، خوآن مانوئل گالوس |
| یوپی‌اس ایرلاینز                        | ساوثوست فلوریدا، بردلی، لوئیویل |